# Paquita la del Barrio
Francisca Viveros Barradas, coneguda artísticament com a Paquita la del Barrio, (Veracruz, 2 d'abril de 1947 - Xalapa, 17 de febrer de 2025) va ser una cantant mexicana que cantava ranxeres i altres estils tradicionals mexicans.
El 1970 marxà cap a la Ciutat de Mèxic amb la seva germana Viola, amb qui va formar el duet Las Golondrinas. A partir dels anys vuitanta va començar a enregistrar discos i participà en programes de televisió que la donaren a conèixer.
Se la considera «la Reina del Poble» o «la Guerrillera del Bolero». En les seves cançons s'expressa en contra de la cultura masclista i les seves cançons es caracteritzen per denunciar obertament la cultura i les actituds de domini masclista, la qual cosa l'ha feta popular en bona part de l'audiència.

## Discografia
- 1992. Desquítate conmigo
- 1993. Tres veces te engañé
- 1993. Te voy a recordar
- 1993. Paquita la del Barrio y sus boleros rancheros
- 1993. Ni un cigarro
- 1993. Invítame a pecar
- 1993. Bórrate
- 1994. Acábame de matar
- 1995. Dicen que tú
- 1998. Me saludas a la tuya
- 1999. Al cuarto vaso
- 2000. Piérdeme el respeto
- 2000. El club de los inútiles
- 2000. Azul celeste
- 2001. Taco placero
- 2001. Duro y contra ellos
- 2002. Verdad que duele
- 2002. Pa' puras vergüenzas
- 2002. Falsaria
- 2004. Que Mama tan chaparrita
- 2004. Para los inútiles
- 2004. Me estás oyendo, inútil?
- 2004. Lámpara sin luz
- 2004. La crema de la crema
- 2004. Hombres malvados
- 2005. Que Chulos Campos
- 2005. No me amenaces
- 2005. Mi historia
- 2005. Llorarás
- 2005. En la bohemia
- 2006. El estilo inconfundibl de Paquita la del barrio
- 2006. 20 éxitos
- 2007. Puro dolor
- 2007. No chifle usted
- 2008. Las consentidas de Paquita la del barrio
- 2008. Las mujeres mandan
- 2008. Lo nuevo de Paquita la del barrio